# Film i Västerbotten
Film i Västerbotten är en verksamhet som bedrivs av Region Västerbotten i syfte att "stödja och bredda filmkulturen i Västerbottens län". Verksamheten startade 1995 och är arrangör för VAFF filmfestival och delar ut priset Filmhjälten till ”personer som betytt mycket för det västerbottniska filmlivet”.
Film i Västerbotten arbetar med talangutveckling och kompetensutveckling inom filmproduktion. Därtill stödjer verksamheten:
- biografer och filmvisningsverksamheter
- kommuner, skolor, föreningar och andra om vill arbeta med filmpedaogik för barn och unga
- filmproduktioner såsom kortfilm, långfilm, dokumentärer och tv-drama.

År 2007 ökades anslaget till Film i Västerbotten med två miljoner, vilket gav verksamheten en budget på 3,5 miljoner kronor.